# Lars-Anders Edström
Lars-Anders Edström, född 3 april 1949 i Glommersträsk i Norrbottens län, död 11 mars 2013 i Överluleå församling i Norrbottens län, var en svensk uppfinnare och ishockeyspelare.
Edström flyttade till Boden 1968 för att spela ishockey i Bodens BK. Han spelade i tre säsonger 1968/69–1970/71 innan han lämnade BBK för spel i Stockholm (Tranebergs IF) några år, men återkom sedan 1974 till BBK där han spelade ytterligare fyra säsonger 1974/75–1977/78 (de två sista säsongerna hette laget BBK/Björns). Efter spelarkarriären hade han en ettårssejour som huvudtränare för BBK/Björns. 
Edström uppfann 1986 slaskskrapan  eller Renzi, som produkten senare kallades, och startade då tillverkningsföretaget Daccus AB, som han sålde på 2000-talet.
Edström var 1986–1999 gift med journalisten och TV-medarbetaren Anita Hallberg (född 1955). Tillsammans med henne hade han två söner, Villjam och Simon (födda 1977 och 1980) samt en dotter, Ingelina (född 1977) .